# Mit ihren Augen
Mit ihren Augen (chinesisch 带上她的眼睛, Pinyin dài shàng tā de yǎnjīng) ist eine Science-Fiction-Kurzgeschichte des chinesischen Schriftstellers Liu Cixin, zuerst veröffentlicht im Oktober 1999. Eine deutsche Übersetzung von Karin Betz erschien am 14. Januar 2019 in der Sammlung Die wandernde Erde, veröffentlicht vom Heyne Verlag.

## Handlung
Der Protagonist leiht sich eine spezielle Brille für seinen Urlaub aus, mit welcher eine über längere Zeit im Weltraum stationierte Person digital auf den Urlaub mitgenommen werden kann. Das ist billiger als der Hin- und Rückflug zur Erde. Der Protagonist bekommt eine Astronautin zugewiesen, die mit ihm ohne merkliche Verzögerung kommunizieren kann, woraus er schließt, dass sie sich im Erdorbit befinden muss. Sie will sich dazu jedoch nicht äußern, trotz der Schwerelosigkeit fühlt sie sich entsetzlich eingesperrt. Gemeinsam benennen sie zahlreiche Blumen auf einer Bergwiese; die Sinneseindrücke des Protagonisten wie Gefühl und Geruch werden dabei komplett an die Astronautin übertragen. Abends fällt dem Protagonisten schlagartig ein, dass es noch einen anderen Ort als den Weltraum gibt, an dem Schwerelosigkeit herrscht, und es bestätigt sich, dass die Astronautin im Erdkern feststeckt. Der Antrieb ihres Schiffes ist zerstört und die Kommunikation durch Neutrinos bricht kurz darauf ebenfalls ab. Der Protagonist geht fortan alleine auf Urlaub, legt sich dabei stets auf die Erde und stellt sich vor, diese wäre aus Glas, sodass sie in weiter Ferne sichtbar ist. Er denkt dabei, dass egal, wohin der Urlaub auf der Erde auch führt, die Entfernung zu ihr stets gleich bleibt.

## Übersetzungen
Mit ihren Augen wurde ebenfalls auf Englisch (2013 & 2016), Französisch (2017), Koreanisch (2019) und Spanisch (2019) übersetzt.

## Auszeichnungen
Mit ihren Augen gewann den Galaxy Award im Jahr 1999.

## Kritik
Jaymee Goh schreibt auf Strange Horizons, dass in Kurzgeschichten wie Die Sonne Chinas und Mit ihren Augen die Erklärungsansätze knallharte emotionale Impakte liefern, die tief bewegend sind („in stories such as 'Sun of China' and 'With Her Eyes,' the expository paragraphs deliver hard-hitting emotional landings that are deeply moving“).